# Water Skyball
A Water Skyball (röviden: WSB) magyar fejlesztésű, egyedi szabályokkal rendelkező páros vízi sportág.

## A sport története
A játékot 2013-ban hozta létre a Fontanus Központ szakmai csapata, Török-Szabó Balázs vezetésével, és több éven keresztül folyamatosan fejlesztette. Céljuk olyan játék létrehozása volt, mely számos fizikai és mentális képesség és készség fejlesztésére alkalmas, miközben minimális a balesetveszély, élvezetes és széles közönség számára játszható.
Az évek során a játék sportággá érett, száznál több nyilvántartott első- vagy másodosztályban játszó WSB játékossal. 2015-től kezdve a Water Skyball Szövetség minden évben országos bajnokságokat és amatőr bajnokságokat rendez.

## Szabályok
A játékot két-kétfős csapatok játsszák egymás ellen, labdával, kapura, 100–110 cm-es vízben. A cél az ellenfélnél több gól (pont) megszerzése.
(Jelen leírás csupán az alapvető szabályokat tartalmazza.)

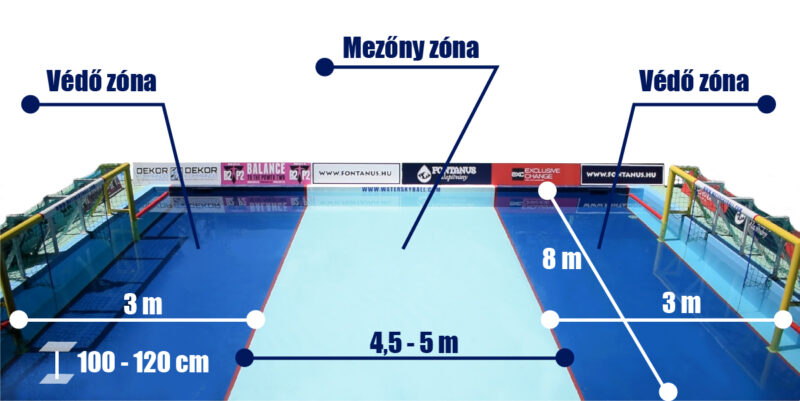
Water Skyball pálya

### A pálya
A pálya 8x10m-es, 3 zónára van osztva. A két kapu előterében, a védő zónákban egyszerre csak 1 ember tartózkodhat, a középső mezőny zónában nincs ilyen megkötés.

### A kapu
A Water Skyball kapu egyedi, osztott, a középső része 2m széles, a két szélén egy-egy 1m széles rész található.

### A gólok
A dobott gólok pontértéke attól függ, hogy a pálya melyik zónájából a kapu melyik részébe érkezik. Ettől függően lehet 1, 2 és 4 pontértékű gólokat szerezni.

### Non-contact szabály
A Water Skyball non-contact sport, tehát nem lehet benne egymáshoz érni.

### Labdakezelés
Alapvetően a mezőnyben csak egy kézzel szabad a labdához érni, rászorítás nélkül. Ez vonatkozik a dobásra, passzolásra és a blokkolásra is. Így a labdakezelés nagy ügyességet, gyakorlást igényel (valamint a testalkati eltérések sokkal kevésbé számítanak).